# Liber Usualis
Liber Usualis (brugsbogen) er en bog med de mest almindelige gregorianske sange fra den romersk-katolske tradition, sammensat af munkene ved Solesmes-klosteret i Frankrig.
Denne 1.900 siders bog indeholder flest udgaver af de almindelige sange benyttet i den katolske messe (Kyrie, Gloria, Credo, Sanctus og Agnus Dei), såvel som de almindelige sange benyttet som tidebønner  (daglige bønner benyttet i den romersk-katolske kirke) og for alle almindeligvis fejrede helligdage i kirkeåret, herunder mere end tohundrede sider alene til brug i påskeugen. Den almindelige bog indeholder også sange til specifikke ritualer, såsom dåb, bryllup, begravelser, ordinationer og velsignelser. Denne modale, monofoniske latinske musik er blevet sunget i den romersk-katolske kirke siden i hvert tilfælde det 6. århundrede frem til vor tid.
En omfattende introduktion forklarer hvordan de middelalderlige musiknoder læses og fortolkes (kvadratiske noder med neumer). En omfattendede indholdsfortegnelse gør det let at finde et specifikt stykke.
Liber blev redigeret første gang 1896 af abbed Dom André Mocquereau (1849–1930). Siden Det andet Vatikankoncil (åbnet af Pave Johannes 23. i 1962), hvor folkesprog blev tilladt i liturgiens konstitution – Sacrosanctum Concilium, er brugen af Liber Usualis faldet, selvom det samme vatikanerkoncil gav sin godkendelse til, at den gregorianske sang skulle beholde en æresplads i liturgien. Gregorianske sange synges stadig i de fleste klostre og nogle kirker samt af grupper dedikeret til sangens vedligeholdelse.